# Robert Du Bourg de Bozas
Pierre Marie Robert Du Bourg de Bozas, né à Vichy le 13 avril 1871 et mort à Dungu (République démocratique du Congo) le 24 décembre 1902, est un explorateur français.

## Biographie
Riche aristocrate, il décide de devenir explorateur et présente au ministère de l'Instruction Publique, en 1900, un projet d'exploration de l'Afrique orientale anglaise. Ce projet est rejeté. Il organise alors une traversée de la Mer Rouge au Nil par le sud de l'Éthiopie et obtient le parrainage du Muséum d'histoire naturelle et de la Société de géographie.
Arrivé à Djibouti le 30 janvier 1901, il y est immobilisé jusqu'au 2 avril. Parvenu à Harar (21 avril), il est accueilli par le ras Mekonnen Welde Mikaél. Il entre dans l'Ogaden occidental le 1er juin et visite les régions d'Aroussi. Il reste deux mois chez les Galla où il participe aux grandes chasses à l'éléphant puis gagne Addi Ababa (décembre 1901) où il veut obtenir de Ménélik l'autorisation de poursuivre son expédition vers l'Omo et le lac Rodolphe.
En passant par les montagnes volcaniques du Gouragué et du Sidamo, il atteint le pays Oualamo et en avril 1902, les bords de l'Omo. Il explore ensuite le pays Tourkouana (juin 1902) et après avoir pris contact avec les premiers peuples primitifs nilotiques, atteint le Nil à Némulé le 9 septembre 1902.
Il gagne ensuite Lado et à travers les marais, rejoint Dungu sur l'Ouelé dans le bassin de Congo. Atteint par les fièvres, il demeure gravement malade plusieurs mois à Dungu et sombre dans l'inconscience. Il reprend pourtant conscience grâce aux soins du docteur Brumpt. Un mieux sensible se fait voir et il peut même remarcher quelques mètres. Mais, quelques jours plus tard, une rechute l'emporte. Il meurt le 24 décembre 1902. Le docteur Émile Brumpt prend alors la suite de l'expédition.
Robert Du Bourg de Bozas est d'abord enterré dans le terrain de la Mission catholique de l'ordre des Prémontrés à Dungu. Son corps est rapatrié deux ans et demi plus tard pour être inhumé à Paris au cimetière du Père-Lachaise dans le caveau familial.
La mission Du Bourg de Bozas reste une grande réussite scientifique comme en témoignent l'importante moisson récoltée que ce soit en géographie, en ethnologie ou en zoologie. De nombreuses pièces viennent enrichir les collections du Muséum et trois cartes itinéraires au 1/2 000 000 sont établies.

## Travaux
- Voyage au pays des Aroussi (Éthiopie méridionale), La Géographie, vol. V, no 6, 15 juin 1902, p. 401-430
- D'Addis Abéba au Nil par le lac Rodolphe, La géographie, vol. VII, no 2, 15 février 1903, p. 91-112
- Mission scientifique du Bourg de Bozas. De la Mer Rouge à l'Atlantique à travers l'Afrique tropicale (octobre 1900-mai 1903), F. R. de Rudeval, 1906[3]

## Récompenses et distinctions
- Commandeur de l’Étoile d’Éthiopie[4]
- Palmes académiques[5]